# Космос-482
Космос-482 је један од преко 2400 совјетских вјештачких сателита лансираних у оквиру програма Космос.
Космос-482 је лансиран са космодрома Тјуратам, Бајконур, СССР, 31. марта 1972. Ракета-носач Р-7 Семјорка (рус. Семёрка) (8К71, НАТО ознака SS-6 Sapwood) са додатим степеном је поставила сателит у орбиту око планете Земље. 